# Philus antennatus
Philus antennatus – gatunek chrząszcza wielożernego z rodziny osówkowatych i podrodziny zgrzypikowych (Lamiinae).

## Taksonomia
Samiec tego gatunku opisany został w 1817 roku przez Leonarda Gyllenhaala jako Stenochorus antennatus, a samica jako Stenochorus stuposus.

## Ekologia
Larwy tego chrząszcza rozwijają się w glebie. W południowo-zachodnim Tajwanie uznawany za szkodnika ze względu na uszkadzanie korzeni Citrus grandis, co prowadzi do opadania liści, a nawet uśmiercania drzew na plantacjach.

## Rozprzestrzenienie
Chrząszcz ten występuje na Tajwanie oraz w chińskich Hajnanie i Hongkongu.